# Microsoft Academic Search
Microsoft Academic Search va ser un projecte de recerca i un motor de cerca acadèmic retirat el 2012. Es va rellançar el 2016 com a Microsoft Academic.

## Història
Microsoft va llançar una eina de cerca anomenada Windows Live Academic Search el 2006 per competir directament amb Google Scholar. Es va anomenar Live Search Academic després del seu primer any i després es va suspendre dos anys després. El 2009, Microsoft Research Àsia Group va llançar una eina beta anomenada Lliura el 2009, que tenia com a objectiu la investigació d'algorismes en la cerca vertical a nivell d'objecte, Research News: l'objectiu de cerca obté un enfocament mineria de dades, vinculació d'entitats i visualització de dades. Balança va ser redirigit al servei MAS el 2011 i contenia 27,2 milions de registres de llibres, articles de conferències i revistes.
Encara que en gran part funcional, el servei no estava destinat a ser un lloc web de producció i va deixar de desenvolupar-se, com es pretenia originalment quan es van complir els objectius de recerca del projecte. El servei va deixar d'actualitzar-se el 2012., El fet que aquesta disminució no s'hagi informat anteriorment va indicar als autors que el servei va ser ignorat en gran manera per acadèmics i bibliometristes per igual.
Al juliol de 2014, Microsoft Research va anunciar que Microsoft Academic estava evolucionant d'un projecte de recerca a un servei de producció i s'integraria amb el motor de cerca insígnia de Microsoft, Bing, i el vostre servei d'assistent personal,  Cortana. "En fer créixer Microsoft Academic Search d'un esforç de recerca a la producció", diu Kuansan de Microsoft Research Wang, "el nostre objectiu és fer de Cortana amb tecnologia Bing el millor assistent de recerca personal pels nostres usuaris".